# 牧野忠利
牧野 忠利（まきの ただとし）は、越後長岡藩の第7代藩主。長岡藩系牧野家8代。

## 生涯

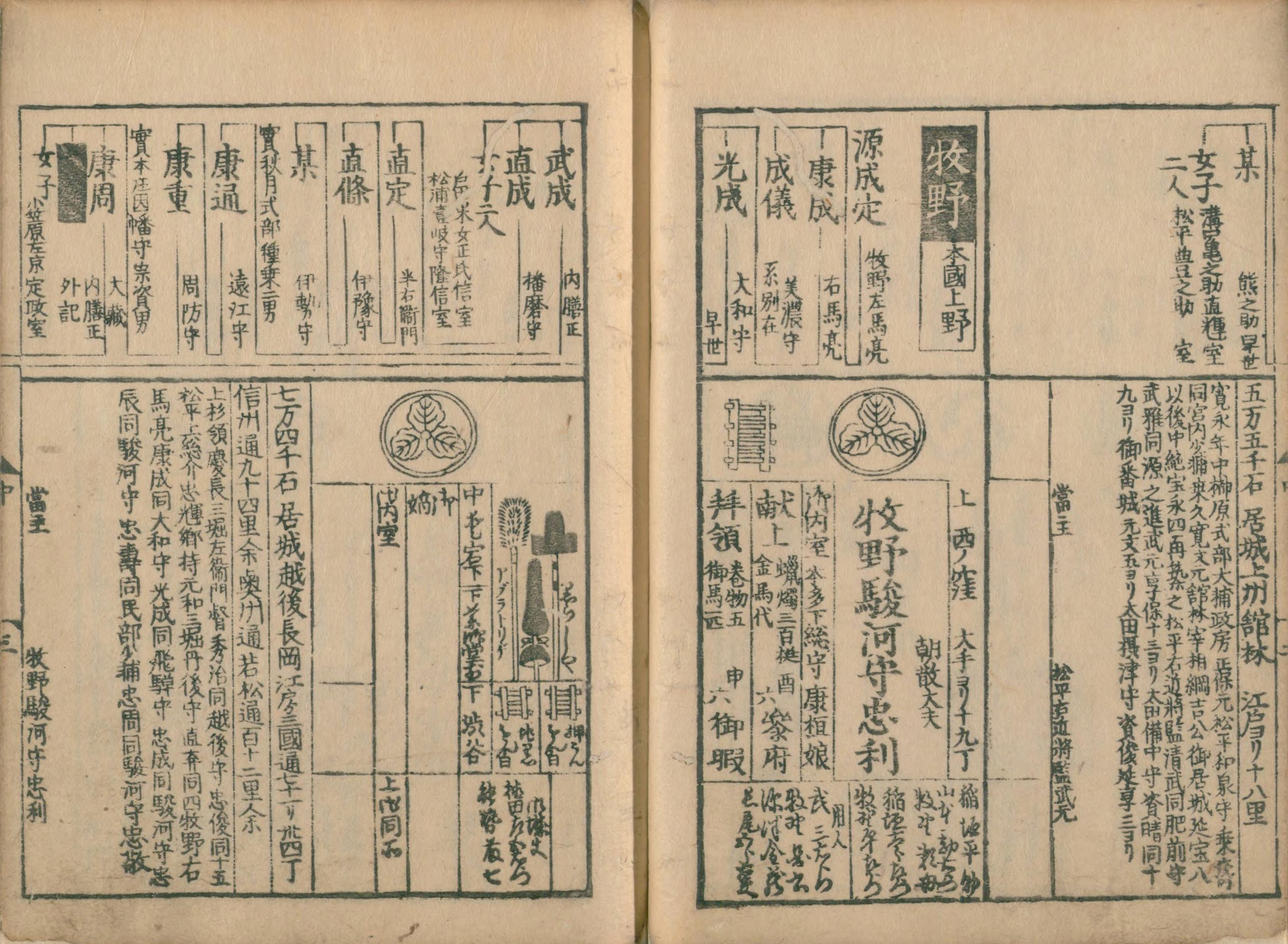
『宝暦武鑑 御大名衆 巻之二』（宝暦3年（1753年）刊）より越後長岡藩牧野忠利の箇所

享保19年（1734年）9月27日、日向延岡藩主・牧野貞通の八男として延岡にて生まれる。ちなみにこの翌日に貞通は奏者番となる。
延享5年6月（1748年）、長岡藩第6代藩主で長兄である牧野忠敬が嗣子なく死去した。当時京都所司代であった貞通とともに京都にいた忠利は、急遽江戸に下向して寛延元年8月（1748年）に長岡藩江戸藩邸に入り、末期養子として長岡藩主家の家督を相続した。
同年12月に従五位下、駿河守に叙任する。なお、長岡藩史料の「御附録」では実年齢は15歳であるが、「内慮あって」公年を17歳と幕府に届けているので、『寛政重修諸家譜』では享保17年（1732年）出生扱いとなっている。ちなみに17歳は末期養子が原則許可される最低年齢である。
寛延3年（1750年）に、公式上は膳所藩主・本多康桓の娘となっている、牧野忠周の長女である茂姫と婚約する。宝暦4年（1754年）に三蔵火事で全焼した長岡城本丸が再建完了する。宝暦5年6月23日（1755年）に茂姫と婚礼となるが、同年7月24日に22歳で死去した。
家督は公式上の異母弟（実は忠周実子、正室茂姫の実弟）である忠寛が継いだ。墓所は東京都港区三田の済海寺。のち新潟県長岡市の悠久山に改葬された。

## 人物
- 1982年の済海寺からの改葬の際の遺骨調査によると、左大腿骨による推定身長は168.2cmで当時としてはかなり長身としている。ちなみに兄の忠敬は165.9cmで、弟とも養弟といわれ人類学上は忠周の子の可能性が高い忠寛は162cmである。この調査では、遺骨形状が忠敬と同系統である一方で、忠寛とは異質であるとしている。
- 儒学を小林海鴎から学び、歌道は加茂真淵から学び、和歌を2000首以上残したという。また漢詩や俳句、絵も残す趣味人であった。学問や絵画など教養に優れた名君として将来を嘱望されていたが、生来から病弱であった。
- 家譜では「義理通博にして、喜怒色にあらわさず、能く人を容れまた諫を容る」とある。また忠利の近臣が忠利の行状を記録した「賢蹟秘鑑」という史料がある。

## 系譜
父母
- 牧野貞通（実父）
- 本庄氏 - 側室（実母）
- 牧野忠敬（養父）

正室
- 茂姫 - 本多康桓の娘

養子女
- 牧野忠寛 - 牧野忠周の長男
- 弘姫 - 伊達村賢婚約者、養家側の叔母
- 鏐姫 - 太田資愛正室、養家側の叔母